# Musophagiformes

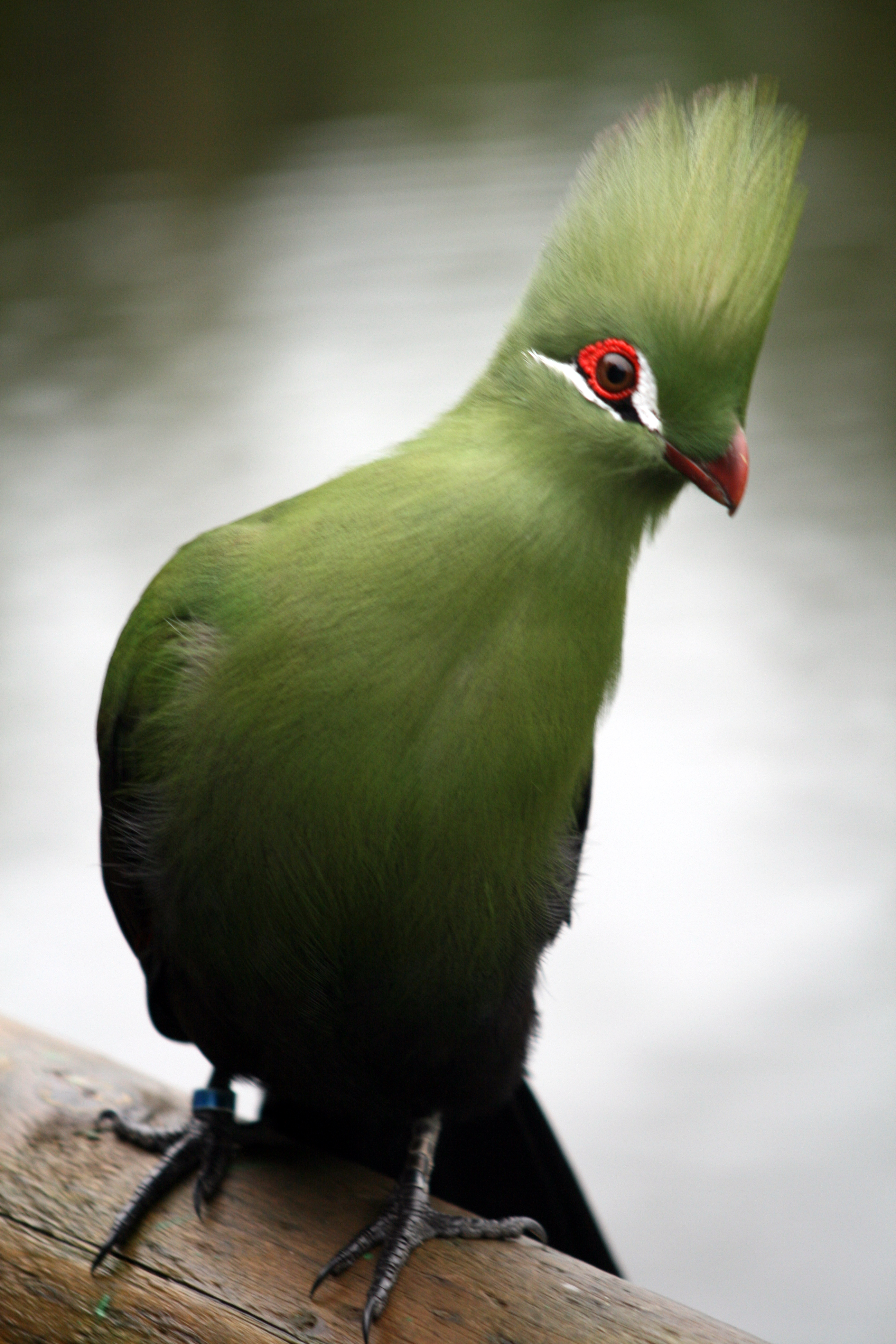
Tauraco corythaix

Musophagiformes este un ordin taxonomic de păsări care cuprinde familia Musophagidae, o familie de păsări tropicale, cu un colorit viu. Familia cuprinde ca. 20 de specii răspândite în pădurile tropicale din Africa la sud de Sahara. Degetele acestor păsări sunt semizigodactile, cu alte cuvinte degetul exterior este reversibil putând fi îndreptat și înainte și înapoi. Cele două degete anterioare sunt unite la bază pintr-o pieliță. Pe cap păsările au de regulă o creastă formată din pene moi fine, care după specie poate fi mai mult sau mai puțin dezvoltată. Ciocul lor este asemănător galinaceelor, mandibula superioară fiind însă la capăt fin zimțată. Păsările din ordinul Musophagiformes au o talie mijlocie de la mărimea unui porumbel până la mărimea unui fazan. Ele duc o viață arboricolă, dar zboară puțin. Glasul lor seamănă cu râsul omului, lătratul câinelui sau mieunatul pisicii. Turacii sunt omnivori, dar preferă însă bananele. Puii lor sunt nidicoli, având la articulația carpiană o unghie care însă se atrofiază. In dezvoltarea embrionară a păsării au unele caractere anatomice asemănătoare cu galinaceeele primitive (Opistoconiformes). Câteva specii au un penaj colorat roșu din cauza turacinei un colorant roșu cu reacție alcalină, care conține cupru și este solubilă în apă.

## Sistematică
- Subfamilie Corythaeoline
  - Genul Corythaeola
    - Specie Corythaeola cristata
- Subfamilie Criniferinae
  - Genul Corythaixoides
    - Specie Corythaixoides concolor

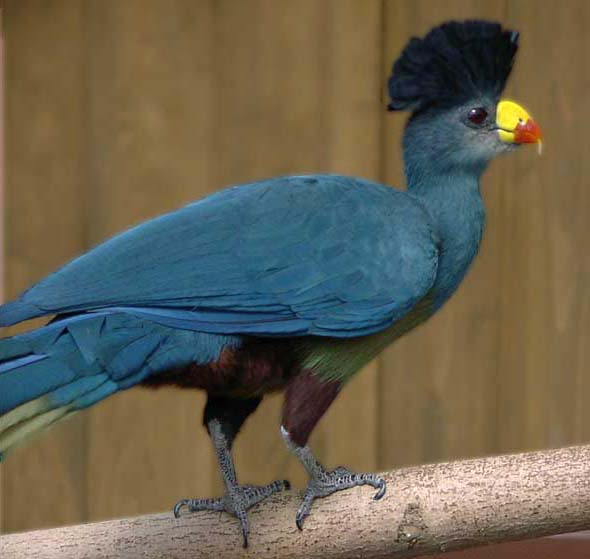
(Corythaeola cristata)

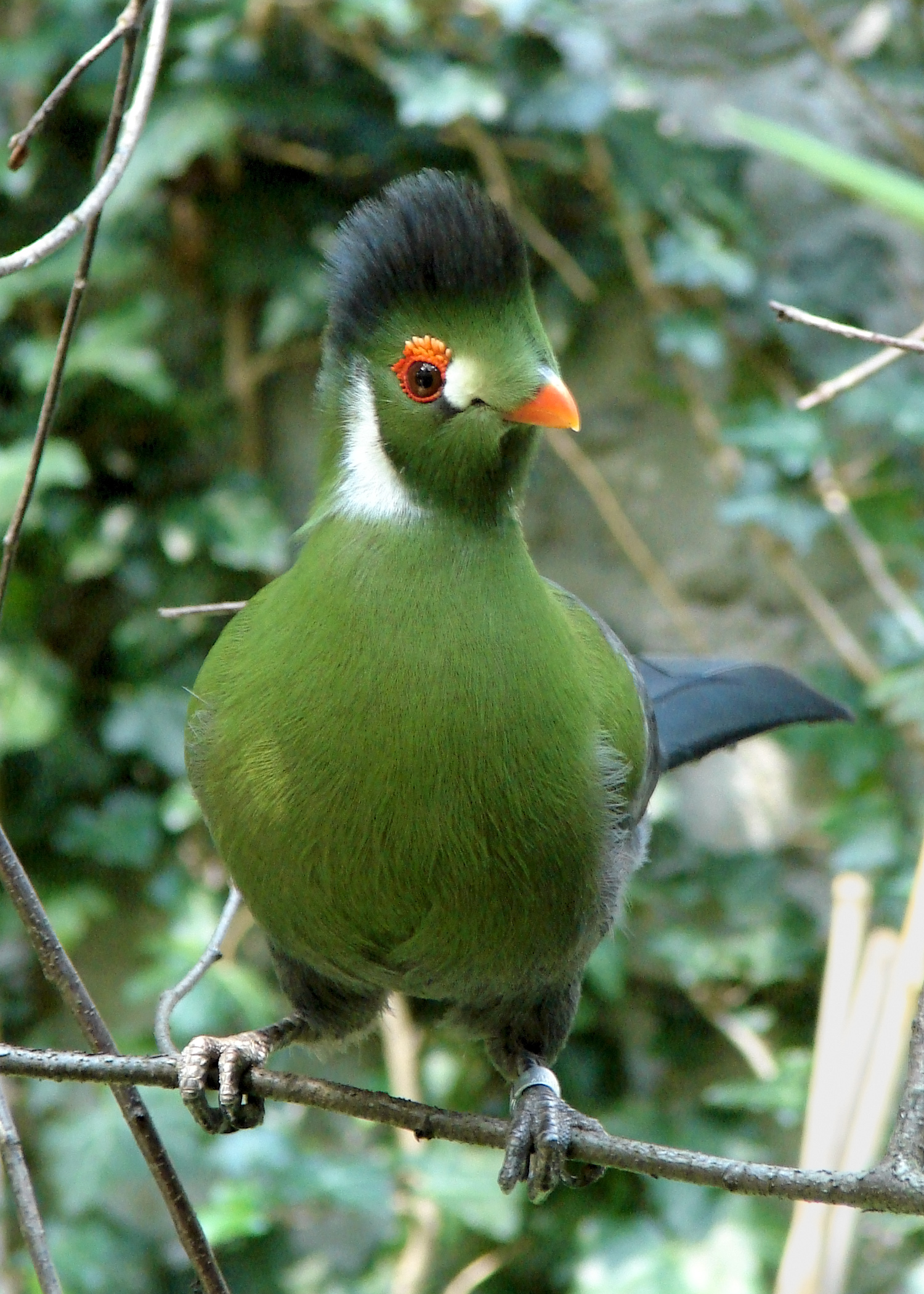
(Tauraco leucotis)

    - Specie Corythaixoides leucogaster
    - Specie Corythaixoides personatus

  - Genul Crinifer
    - Specie Crinifer piscator
    - Specie Crinifer zonurus
- Subfamilie  Musophaginae
  - Genul Musophaga
    - Specie Musophaga rossae
    - Specie Musophaga violacea 

  - Genul Ruwenzorornis
    - Specie Ruwenzorornis johnstoni

  - Genul Tauraco
    - Specie Tauraco bannermani
    - Specie Tauraco corythaix
    - Specie Tauraco erythrolophus
    - Specie Tauraco fischeri
    - Specie Tauraco hartlaubi
    - Specie Tauraco leucolophus
    - Specie Tauraco leucotis
    - Specie Tauraco livingstonii
    - Specie Tauraco macrorhynchus
    - Specie Tauraco persa
    - Specie Tauraco porphyreolophus
    - Specie Tauraco ruspolii
    - Specie Tauraco schalowi
    - Specie Tauraco schuettii